# Жук, Станислав Алексеевич
Станисла́в Алексе́евич Жук (25 января 1935, Ульяновск — 1 ноября 1998, Москва) — заслуженный мастер спорта, многократный чемпион СССР и многократный призёр чемпионатов Европы по фигурному катанию, советский тренер по фигурному катанию.

## Биография
Семья Жука переехала из Ульяновска в Ленинград. В Ленинграде Станислав учился в физкультурном техникуме и начал заниматься фигурным катанием. Мастер спорта СССР (1957). Представлял общество «Динамо» (Ленинград).
Станислав Жук выступал в парном катании. Его партнёршей была Нина Бакушева, которая впоследствии стала его женой. Станислав и Нина Жук — четырёхкратные чемпионы Советского Союза в парном катании: в 1957—1959 и 1961 годах. Станислав и Нина Жук были трёхкратными серебряными призёрами чемпионатов Европы 1958—1960 годов. 
В 1958 году пара впервые исполнила поддержку на одной руке. В то время это считалось опасным, поэтому некоторые судьи отказались считать такие поддержки законными элементами фигурного катания, однако уже на следующих чемпионатах поддержка была разрешена.
На Олимпийских играх 1960 года в Скво-Велли Станислав и Нина Жук заняли шестое место.
В начале 1960-х годов Станислав Жук перешёл на тренерскую работу в ЦСКА. Станислав Жук работал тренером во всех видах фигурного катания и добился выдающихся достижений.
В 1965 году Станислав Жук был удостоен звания заслуженный тренер СССР. Член КПСС с 1966 года.
Учениками Станислава Жука были Татьяна Жук (сестра Станислава Жука) и Александр Горелик, Ирина Роднина, Алексей Уланов и Александр Зайцев, Марина Черкасова и Сергей Шахрай, Екатерина Гордеева и Сергей Гриньков, Марина Пестова и Станислав Леонович, Вероника Першина и Марат Акбаров, Сергей Четверухин, Елена Водорезова, Анна Кондрашова, Александр Фадеев, Ирина Слуцкая.
За двадцать лет тренерской работы ученики Жука завоевали на чемпионатах мира, Европы и на Олимпийских играх 67 золотых, 34 серебряные и 35 бронзовых медалей.
В середине 1980-х годов Станислав Жук непродолжительное время работал тренером по фигурному катанию в Японии.
За победу пары Роднина — Уланов на Олимпиаде-1972 Указом Президиума Верховного Совета СССР Станислав Жук был награждён орденом «Знак Почёта» (03.03.1972).
В начале 1990-х годов Жук оказался не у дел в российском фигурном катании. Жил в Москве на пенсию подполковника. Но позже стал главным тренером-консультантом сборной России. 
Станислав Алексеевич Жук скоропостижно скончался 1 ноября 1998 года в возрасте 63 лет от острой сердечной недостаточности на станции метро «Аэропорт». Похоронен на Ваганьковском кладбище (участок N 24).

## Обвинения в «аморальном поведении»
С конца 1960-х годов представители советского спортивного сообщества обвиняли Жука в алкоголизме, а в 1986 году в ЦК КПСС поступило письмо, подписанное Анной Кондрашовой и Мариной Зуевой, в котором они обвинили прославленного тренера в «аморальном поведении». 27 апреля 1983 года «в связи с систематическим нарушением морально-этических норм поведения, снижением уровня подготовки спортсменов Спорткомитет СССР признал нецелесообразным привлекать Жука С. А. к работе в качестве тренера сборной команды страны по фигурному катанию на коньках»

## Спортивные достижения
| Соревнование/Сезон      | 1956—1957 | 1957—1958 | 1958—1959 | 1959—1960 | 1960—1961 |
| ----------------------- | --------- | --------- | --------- | --------- | --------- |
| Зимние Олимпийские игры |           |           |           | 6         |           |
| Чемпионаты мира         |           | 8         |           |           |           |
| Чемпионаты Европы       | 6         | 2         | 2         | 2         |           |
| Чемпионаты СССР         | 1         | 1         | 1         |           | 1         |

## Награды
- Орден Трудового Красного Знамени (9.04.1980)[10]
- Орден «Знак Почёта» (3.03.1972)
- медали СССР

## Память
- 19 ноября 2008 года в Москве на Аллее славы ЦСКА торжественно был открыт бюст знаменитому тренеру[11].
- С 2015 года имя Станислава Жука носит спортивная школа олимпийского резерва по фигурному катанию на коньках ЦСКА.
- Проводится первенство России по фигурному катанию на коньках среди юношей и девушек младшего возраста «Мемориал С. А. Жука»[12]